# Im Namen des Gesetzes
 Im Namen des Gesetzes  è una serie televisiva tedesca di genere poliziesco, ideata da Harald Vock. e prodotta dal 1994 al 2008 dalla Opal-Filmproduktion. Tra gli interpreti principali sono Wolfgang Bathke, Matthias Bullach, Henry van Lyck, Britta Schmeling, Magadalena Ritter, Klaus Schindler, Wolfgang Krewe, Uwe Fellensiek, Max Gertsch, Axel Pape e Mariella Ahrens.
La serie si compone di 16 stagioni, per un totale di 193 episodi.
In Germania, la serie è stata trasmessa in prima visione dall'emittente RTL Television. Il primo episodio, intitolato Blattschuss, fu trasmesso per la prima volta il 20 settembre 1994; l'ultimo, intitolato Kontrollverlust, fu trasmesso in prima visione il 30 ottobre 2008.
Oltre che in Germania, la serie è andata in onda anche in Finlandia e Francia.

## Descrizione
A differenza di altre serie poliziesche, in Im Namen des Gesetzes, non vengono mostrate soltanto le indagini di polizia e le soluzioni dei casi di crimine, ma anche i loro successivi sviluppi processuali.
Protagonisti della serie, ambientata a Berlino:  sono inizialmente i commissari di polizia Kehler ed Eschenbach. Dopo la morte di quest'ultimo, che avviene nel corso delle prime stagioni, a succedergli è il Commissario Peter Wolniak.
A Wolniak si succederanno quindi il Commissario Bongartz e infine il Commissario Bonhoff.

## Produzione e backstage
- La serie è girata a Berlino[3]

## Episodi
| Stagione                 | Episodi | Prima TV Germania | Prima TV Italia |
| ------------------------ | ------- | ----------------- | --------------- |
| Prima stagione           | 13      | 1994              | inedita         |
| Seconda stagione         | 21      | 1996              | inedita         |
| Terza stagione           | 16      | 1998              | inedita         |
| Quarta stagione          | 17      | 1998-1999         | inedita         |
| Quinta stagione          | 7       | 1999              | inedita         |
| Sesta stagione           | 9       | 2000              | inedita         |
| Settima stagione         | 11      | 2000              | inedita         |
| Ottava stagione          | 9       | 2001              | inedita         |
| Nona stagione            | 17      | 2002-2003         | inedita         |
| Decima stagione          | 8       | 2003              | inedita         |
| Undicesima stagione      | 8       | 2004              | inedita         |
| Dodicesima stagione      | 8       | 2004-2005         | inedita         |
| Tredicesima stagione     | 14      | 2005              | inedita         |
| Quattordicesima stagione | 8       | 2005              | inedita         |
| Quindicesima stagione    | 9       | 2006-2007         | inedita         |
| Sedicesima stagione      | 18      | 2008              | inedita         |

## Distribuzione
- Im Namen des Gesetzes (Germania, titolo originale)[6]
- Oikeuden nimessä (Finlandia)[6]
- En quête de preuves (Francia)[6]